# Gervais Sauvé
Pour les articles homonymes, voir Sauvé.
Gervais Sauvé, né à Ducey le 14 septembre 1735, mort à Ducey le 27 septembre 1801, est député à l’Assemblée nationale législative de 1791, membre de la Convention, député au Conseil des Anciens.

## Biographie
Il est négociant et maire de Ducey, quand il est élu, le 7 septembre 1791, député de la Manche à l'Assemblée législative, le 6e sur 13, par 326 voix (554 votants). Il se prononce dans le sens de la majorité, et est réélu à la Convention, le 4 septembre 1792, le 1er sur 13, par 509 voix (697 votants). Il répond dans le procès du roi : « Je n'ai pour guide de mon opinion que ma conscience. J'ai voté pour l'appel au peuple, parce que je n'ai pu croire que le peuple se fut dépouillé de sa souveraineté et eût voulu cumuler sur ma tête les fonctions d'accusateur, de juré, de juge et de législateur ; ce fardeau eût été au-dessus de mes forces. Je propose la détention jusqu'à la paix, et le bannissement à cette époque ». Il opina avec les modérés jusqu'à la fin de la session. Réélu député de la Manche au Conseil des Anciens, le 21 vendémiaire an IV, par 283 voix sur 423 votants, en même temps qu'il obtenait la majorité dans le département de l'Aisne (172 voix sur 326 votants), Sauvé quitte cette assemblée en l'an VI, et ne joue plus aucun rôle politique.

## Mandats
- 07/09/1791 - 20/09/1792 : Manche - Majorité
- 04/09/1792 - 26/10/1795 : Manche - Modérés

## Travaux législatifs
- Théodore Vernier, Antoine Grenot, François-Xavier Champion, François-Joseph Febvre et Gervais Sauvé, Les députés du Jura soussignés à leurs collègues membres des deux conseils [Texte imprimé]. Réponse à un écrit distribué le 19 nivôse, ayant pour titre : Réclamation des républicains du Jura..., Paris, : impr. de Baudouin, 1798, 32 p. (BNF 30219105, lire en ligne)

## Sources
- Dictionnaire des parlementaires français par Adolphe Robert, Edgar Bourloton et Gaston Cougny, tome 5, Pla-Zuy, Bourloton éditeur, Paris, 1891.
- Fiche à l'Assemblée nationale